# نيك هامر
نيك هامر (بالإنجليزية: Nick Hamer)‏ هو لاعب كرة قدم أمريكي، ولد في 30 أغسطس 1991 في سبوكين في الولايات المتحدة. لعب مع تاكوما ديفنس.